# Center (Dakota Północna)
Center – miasto w Stanach Zjednoczonych, w stanie Dakota Północna, siedziba administracyjna hrabstwa Oliver.